# 強棒出擊
《強棒出擊》是台灣電視公司1980年代至1990年代最具代表性的綜藝節目之一，兼具教育性、益智性與趣味性。1985年1月1日首播，1995年9月15日停播，共2946集。

## 播出時間
- 1985年1月1日至1985年12月28日，19:00至19:30播出。
- 1985年12月30日至1987年12月31日，18:30至19:00播出。
- 1988年1月1日至1988年7月7日，19:00至19:30播出。
- 1988年7月15日至1988年10月14日，19:30至20:00播出。
- 1988年10月17日至1991年2月28日，18:30至19:00播出。
- 1991年3月1日，18:30至18:50播出。
- 1991年3月4日至1991年4月5日，18:30至19:00播出。
- 1991年4月8日至1995年9月15日，18:00至18:30播出。

## 歷任主持人
- 第一任：盛竹如、沈春華。

《強棒出擊》巴戈、王瑞玲時期佈景

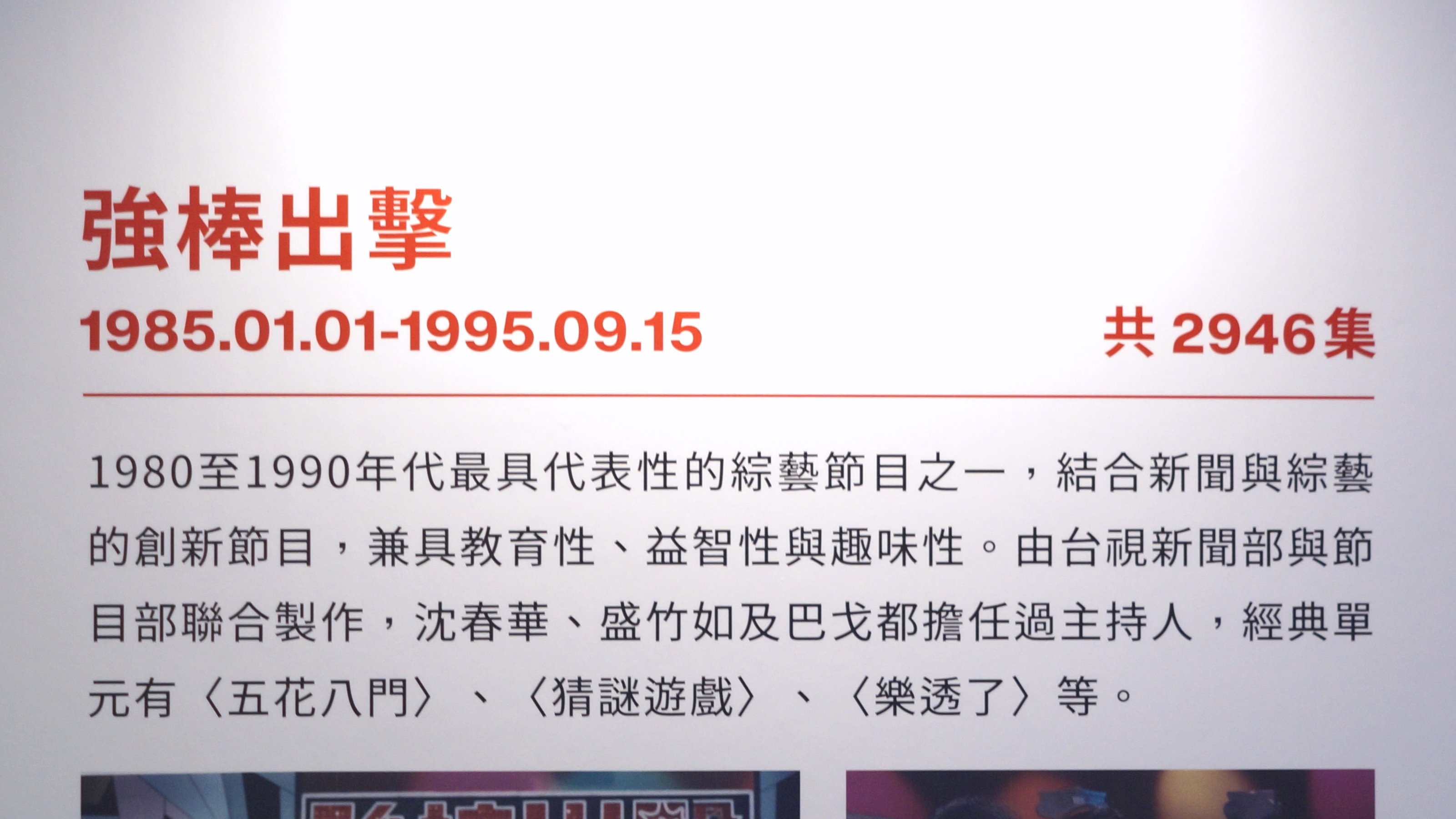
《強棒出擊》簡介牌

- 第二任：盛竹如、12位女主持人（「強棒一號」至「強棒十二號」）輪班。
- 第三任：盛竹如、林麗娟。
- 第四任：巴戈、楊海薇。
- 第五任：巴戈、王瑞玲。
- 第六任：眭澔平、王瑞玲。
- 第七任：趙寧、王瑞玲。
- 第八任（最後一任）：李茂山、王瑞玲。

## 提要
《強棒出擊》於1985年1月1日19:00－19:30播出第1集，是結合新聞與綜藝型態的創新節目，首任主持人為沈春華與盛竹如。1985年3月17日，《強棒出擊》製作人陳中義透露觀眾報名擔任來賓的要訣：由於報名者已累積超過五百人，若按正常順序排隊面試，有些人要二至三年後才有機會上節目；若報名者把自己報名用的全身照片刻意美化、修飾一番，讓製作單位第一眼看到時即產生好感、亟欲通知面試，報名者上節目的願望就成功了一半。
沈春華與盛竹如共同主持《強棒出擊》期間，《強棒出擊》由台視新聞部與台視節目部聯合製作，製作人是李南生與郭沅君，導播是桂公義。沈春華是節目部推派的主持人，盛竹如是新聞部推派的主持人。台視退休導播李旼說，《強棒出擊》是「無心插柳柳成蔭」之作：當時盛竹如是台視新聞部副理，新聞部有一些國外趣味性短片急需找時段來消化，適逢節目部也要開闢一個趣味性的節目，新聞部與節目部遂合作製播《強棒出擊》。
1985年1月3日《聯合報》報導，台視節目部最初的構想是沈春華單獨主持《強棒出擊》，盛竹如單獨主持每週一至週五播出的七點檔（19:00開播）新聞節目《晚安您好》；後來台視覺得將新聞節目安排在老三台競爭日趨激烈的七點檔可能過於單薄，於是將沈春華與盛竹如湊在一起，節目也合併處理，冀望播出時「棒棒安打」。
自盛竹如與林麗娟共同主持《強棒出擊》期間開始，《強棒出擊》改由台視節目部獨立製作，製作人仍是李南生與郭沅君，歷任導播有桂公義、曲威等。

## 內容
本段的分期依據是台視家庭台2006年9月至2007年9月23日選播的《強棒出擊》節目內容，首播時間是每週六至週日13：00～13：30。分期的方法是以攝影棚內佈景樣式來區分版次，佈景換一次就是改版一次。

### 盛竹如時期
集數為第1集（1985年1月1日播出）至第999集（1988年3月12日播出）。此時期的《強棒出擊》女主持人名單變動較大，詳見下文。
沈春華與盛竹如共同主持《強棒出擊》期間，《強棒出擊》經過至少五次改版，每一版的內容各自主要由三個單元組成。第三版及第四版時期，沈春華預告下段節目內容並宣布進廣告時，固定搭配標準手勢（半舉右手，詳見外部連結）。

#### 第一版
《強棒出擊》開播時，每集推出三個單元：第一個單元〈匹馬單槍的挑戰〉是猜謎遊戲，第二個單元〈五花八門〉介紹世界各地奇人異事；第三個單元則在每週一至週五分別播出均由台視新聞部記者主持的單元：陳運璞主持〈懷舊篇〉，陳景怡主持〈星星星〉，傅達仁主持〈體育的光芒〉，林達主持〈讓一切更美〉，劉淑芳主持〈藝術的昇華〉。

#### 第二版
- 〈五花八門〉

播放台視從國外購得的國外紀錄短片，以及台視自行錄製的國內紀錄短片，全由盛竹如獨自擔任旁白。在《強棒出擊》中，主持人把這兩種短片統稱為「五花八門」，短片內容有奇人異事、自然景觀、風土民情等。於國內拍攝的「五花八門」，是由林藝斌負責拍攝。
自第700集（1987年3月30日播出）至第？集（待考），〈五花八門〉每集固定播出一段〈玩笑篇〉。〈玩笑篇〉內容是由數段搞笑表演所組成，一半是惡搞真人扮演的達文西名畫《蒙娜麗莎》，一半是其他零星的搞笑表演。
- 〈猜謎遊戲〉

由一位挑戰者與一位衛冕者參賽。兩位參賽者依照沈春華的指示，各自按鈕從九個自然數（1～9）之中設定一個「危險號碼」（只有參賽者知道自己設定的「危險號碼」是幾號），設定數字的同時，背景音樂使用的是科樂美的遊戲《青蛙過河》。設定完成後，參賽者搶答沈春華提問的每一道簡答題，題目來源有部份是由觀眾來信提供。若兩位參賽者之中有一人答對，另一位參賽者就必須選擇一個號碼，然後由工作人員按鈕讓該號碼的字卡掉落；如果字卡掉落之後出現的字卡上面有球棒，那麼該號碼就是一個「危險號碼」，這位參賽者就喪失資格，另一位參賽者就是當天的衛冕者；如果字卡掉落之後出現的字卡上面有「米老鼠」的頭部的畫像，則繼續答題。如果兩位參賽者都沒有答對，則由沈春華宣布開放現場觀眾舉手答這一題，並由盛竹如選擇由哪一位觀眾來回答，由沈春華宣布送什麼獎品給答對這一題的觀眾。
若兩名參賽者都答錯問題，或者不知道答案自動棄權者，觀眾朋友答對後，沈春華再次詢問參賽者問題的時候，如果有參賽者答對，輸者就必須選擇兩個號碼。倘若沈春華詢問參賽者的問題連續答錯三次以上，在其中一次由某一方答對者，輸者還是以選擇兩個數字為限。
揭曉「危險號碼」之後，一樣開放現場觀眾答題，直到當天的全部獎品都被送出去為止。
當然，參賽者自行設定的數字是不可選的；假設某參賽者設定六號，但他自己選了六號，這名參賽者當然就會被淘汰了。
當天賽程全部結束後，先由盛竹如預告下段節目內容或帶觀眾看一段「五花八門」，再由輸者對著攝影機鏡頭說「稍後請繼續收看《強棒出擊》」同時做出打擊手勢，最後進廣告。
此項目和日本TBS電視台節目類似。
- 〈喊帶跑拿獎金〉

第二版、第四版、第五版皆有出現的單元。在第五版時，不稱作「喊帶跑拿獎金」，僅稱作「喊帶跑」。
工作人員會在「數字區」放置十塊塑膠牌子，每一塊塑膠牌子上都有標示一個整數（從0到9）。先由一位觀眾選擇四塊牌子，告知沈春華數字放在哪一位數（關係到獎金的多寡）。再來參賽者就是四名一組，拿著牌子隨意坐在位置上。四名參賽者坐定位後，從千位數到個位數大喊著自己手上拿著的數字。沈春華宣布哪一位數正確，該名參賽者就不用跑；若是哪一個位數錯了的，沈春華會說：「錯，請回！」取得正確數字的參賽者，可以不用跑，拿錯的參賽者，則必須返回數字區重拿數字，直到四位數字都正確為止，該隊參賽者即可拿走獎金。遊戲時間為一分鐘，以「消防隊員爬樓梯」玩具來計時；只要小消防隊員爬到頂端，碰到鈴鐺，即表示遊戲結束。
後期，為了讓遊戲更有公正性，或不讓參賽者所選的數字雙雙重複，數字板“6”與“9”的數字面上方，會加上國字「六」或「九」，可避免數字上下顛倒而失去公正性。

#### 第三版
除了〈五花八門〉與〈猜謎遊戲〉依然存在以外，還有從〈喊帶跑拿獎金〉改版而來的〈一路發拿獎金〉，以及從保齡球規則改版而來的〈漂亮出擊〉；此外，還有其他非常態性的單元。
- 〈猜謎遊戲〉

規則不變，原「米老鼠」頭部的畫像換成了「強棒可愛狗」頭部的畫像。「強棒可愛狗」原本就沒有身體。
1986年播出的本版某一集，為了配合鳳飛飛來節目現場宣傳其新專輯《掌聲響起》，〈猜謎遊戲〉的「強棒可愛狗」頭部畫像換成了鳳飛飛的七張不同姿勢的宣傳照，照片中的鳳飛飛衣著與該專輯封面的鳳飛飛衣著完全相同；該集一開始，先讓鳳飛飛唱該專輯中的第一首歌〈就是不一樣〉，唱完之後即離棚，然後棚內開始進行〈猜謎遊戲〉。
- 〈漂亮出擊〉

這是第600集至第699集之間出現的單元，由沈春華小姐獨自主持，每集邀請兩位藝人參賽。由六位女性觀眾穿上分別標有六個自然數（1～6）的保齡球球瓶道具服，「球瓶」的排列方式比照保齡球規則。參賽的藝人要從自己所在的斜坡上把直徑與「球瓶」高度略低的黑色保齡球推向「球瓶」區。推球一次，稱為一次「漂亮出擊」。每人連續推球兩次，以每次推球倒下的「球瓶」身上數字的總和為該次「漂亮出擊」的得分。兩次「漂亮出擊」總分最高者，即為該集的衛冕者。
保齡球球瓶道具服與黑色保齡球的內部有足夠厚度的緩衝材質，扮演球瓶者僅能露出臉部與腳掌，所以倒下時不會受傷。
- 〈一路發拿獎金〉

由〈猜謎遊戲〉的衛冕者參賽，必須在60秒內通過「繞口令」、「是非題」、「提心吊膽」（桌上型電流急急棒）等三道關卡。（「提心吊膽」的構造與玩法，請參閱「火焰挑戰者#其他國家同類節目」。）通過這三道關卡之後，參賽者就可以把自己的累積獎金領走，並且繼續參加下一集的〈猜謎遊戲〉，而且參賽者的累積獎金可以繼續累積下去，直到在〈猜謎遊戲〉中喪失資格為止。沒有通過的，依然可以繼續參加下一集的〈猜謎遊戲〉，只是累積獎金不變或降低而已。
另外一個規則，則是在第三關的時候，讓參賽者體驗「恐怖箱」，並猜出恐怖箱內放置的動物或物品的名稱，猜對就可以過關；猜錯者則再猜，至猜對為止。
創最多衛冕紀錄者為郎祖筠。
- 非常態性的單元（注意：並不是每一集都有。）

1. 〈寶寶爬行比賽〉：開放觀眾報名自家的嬰兒參賽。在起點線和終點線之間會設置一些阻撓物（例如玩具），以最先爬行到終點線者為優勝。由寶潔公司旗下的嬰兒紙尿布品牌「幫寶適」（Pampers）贊助。
2. 〈校園美女選拔賽〉：席曼寧、涂善妮、林以真、崔麗心、郎祖筠等藝人都是在該單元第一次曝光後，被星探挖掘，而展開演藝事業。

#### 第四版
自第700集（1987年3月30日播出）起算。在此時期，〈五花八門〉與〈猜謎遊戲〉依然存在；另外，自第712集（1987年4月13日播出）起，恢復播出〈喊帶跑拿獎金〉。
- 〈猜謎遊戲〉

規則變更如下：待選號碼改為6個號碼，由2組參賽者答題；參賽者後方有塊木板，2隊各找一人站在板上的鋼管上；其中一隊答對一題之後，沒搶答的一方的1～6號鋼管將被木板後的工作人員抽離一支（由1號鋼管開始抽回）；最先掉下來者為輸，贏者就成為衛冕者。
後期，抽離的鋼管號碼可由參賽者自由選擇，這也考驗了架在鋼管上的男性參賽者的耐性與體力。
- 〈開心七十二變〉

第700集起出現的「變裝秀」單元，沈春華主持，類似日本電視台綜藝節目《超級變變變》。每日有一組觀眾報名表演，由三或四位評審給分（評審都要變裝才可出場），最低分為10分，最高分為100分，級距為10分；超過60分者，可在週六參加決賽。自第712集起，改為不定期播出。
與《超級變變變》不同的地方是：
1. 〈開心七十二變〉的佈景只有一個出口給參賽者進場，《超級變變變》有兩個小出口給參賽者進場和出場。
2. 《超級變變變》每隊最低分為1分，最高分為20分，級距為1分，得分15分以上（含15分）者才算及格。

- 〈魔王迷宮〉

限定女性參賽者參加，每次遊戲時間限定六分鐘。蜂窩式迷宮內有工作人員扮演的鬼怪，或真實的老虎、孔雀、幼小的獅子、迷你馬……等，配合聲光特效，嚇唬女性參賽者。老虎雖然沒有被柵欄隔離，不過老虎是經馴服過的，或加鐵鍊拴住老虎；只要距離妥當，就不會傷害到參賽者。完成迷宮者，可以遇到節目主持人，並進行獎金拉霸。尚未完成迷宮者，則由主持人宣告該名參賽者失敗，該名參賽者將得不到獎金。
另外一種規則，遊戲時間是七至八分鐘，在迷宮內放置三把鑰匙；參賽者取得鑰匙的數目愈多，則開啟寶箱的機會也就愈大。其中一把鑰匙，就在老虎附近的牆壁上。完成迷宮且打開寶箱者，背景音樂會變成主題曲的前段部分；而盛竹如會出面宣布寶箱內的獎金獎品均歸該名參賽者所有，並且當場加贈鑽戒、珠寶、名貴手錶、首飾等給參賽者。
本單元標榜得自希區考克與史蒂芬史匹柏電影的靈感，在台視大樓第一攝影棚搭建蜂窩式迷宮。毛美華、張富美、張盈真、千百惠與張敏敏來作示範賽，她們進入迷宮以前都不由自主地打冷顫，但還是壯了膽進去，尖叫聲開始此起彼落；她們紛紛出來之後，雖然帶著幾分驚恐，但又笑嚷著「沒什麼好怕的嘛」。獲勝的是張盈真，不但沒被魔王與動物嚇到，反而把扮演魔王的高峰嚇了一大跳。毛美華比較嬌柔，帶著一張慘白的臉奔逃而出，半天說不上一句話，還被眾姐妹調侃了一陣。
儘管大部分女性參賽者都說自己膽子很大，但進入迷宮之後仍然被嚇得花容失色的也大有人在。自稱「徐大膽」的徐樂眉進入迷宮，老虎「咪咪」張嘴低吼並做出準備撲向徐樂眉的姿勢，徐樂眉緊張地大叫「不許過來」；徐樂眉在迷宮內不得其門而出，瞎闖了半天而逾時。
- 〈天天新聞天天鬧〉

短劇單元，1987年7月推出。藝人扮演各階層民眾，暢談他們對時事的觀感。例如以大學聯考為主題，請來比莉、張富美、陳煥昌（小蟲）、蔡頭及曾國峰分別扮演考生家長、應屆考生、重考生、補習班主任及考場外小販，來一段聯考的經驗談。
- 〈強棒追擊〉

機智問答單元。製作單位邀請女藝人上節目，三位觀眾於時限內向女藝人詢問一些問題，考驗女藝人的機智反應。
- 〈趣味問答〉

機智問答單元。主持人提問尖銳問題，參賽者要在短時間內反應對尖銳問題的機智。

#### 第五版
自第832集（1987年8月31日播出）起算。此時沈春華已退出主持，由待選的12位女主持人（代號是「強棒一號」至「強棒十二號」）依序繼任，直到在節目中公開從中選出新任女主持人為止。盛竹如依然在任，〈五花八門〉依然存在。當時美國魔術師大衛·考柏菲的「大衛幻象魔術」（David Copperfield Illusion，簡稱「大衛魔術」）風靡全球，〈五花八門〉隨之增加播映魔術表演。
- 〈電視笑話〉

每次播出一個搞笑短劇，以真人演出。各短劇皆無標題。以某集的內容為例，該集內容大致如下：

畫面正中央有一棟民宅，大門緊閉，大門旁有門鈴。民宅大門前，有一位女童在畫面左方玩跳繩。有一位穿西裝、打領帶、拎著公事包的成年男人（以下簡稱「西裝男」）從畫面右方出場，按門鈴一次，屋內沒有動靜。西裝男問女童：「小妹妹，你媽媽在家嗎？」女童答：「在啊！」西裝男又按門鈴一次，屋內沒有動靜。西裝男又問女童：「小妹妹，你媽媽在家嗎？」女童又答：「在啊！」西裝男又按門鈴一次，屋內仍然沒有動靜。西裝男不悅，怒捶大門一次，問女童：「小妹妹！你是不是在騙我？說謊是不對的行為！你老實說！你媽媽到底在不在家？」女童停止玩跳繩，回答：「我媽媽在家！可是，那不是我家！」此時，台下笑聲響起。西裝男聽了，錯愕地喊了一聲「啊？」然後以雙手拿著公事包，拍打自己額頭一次，作出即將昏倒的樣子。該集到此全部結束。

- 〈搶答時間〉

由兩位觀眾參賽的搶答單元。挑戰者在左方，衛冕者在右方。開始時，女主持人先問一題「趣味題」（例如模仿台鐵列車進站時的語音廣播），答對的參賽者即獲得優先答題權。獲得優先答題權的參賽者任選女主持人身後四塊板子（一號至四號）的任一塊，由板子背面所標示的題目類型來決定女主持人出題的題目類型。參賽者必須在兩分鐘內儘量接連答對問題。只要答錯一題，就必須選擇另一類型的題目，繼續答題至時間到為止。勝出的參賽者即成為衛冕者。
- 〈過三關拿獎金〉

由〈搶答時間〉的衛冕者參賽。分為三道關卡，依序是「樂樂球」、「頂氣球」與「喊帶跑」。通過這三道關卡者，稱為「過三關」，就能拿到獎金。整體遊戲的時間限制，為一分鐘三十秒。其規則如下：
一、樂樂球：
參賽者站在樂樂球上，需前進跳躍一小段距離，主持人判定可以者，即可過關。如果參賽者的平衡感不好，或不太會玩樂樂球，主持人（通常為盛竹如先生）可以牽著參賽者的手，輔助參賽者過關。
二、頂氣球：
參賽者要戴著頂端有尖銳物（通常為針或鐵絲等物）的帽子，在參賽者的頭頂上方約二十至三十公分距離處，有一些氣球，只要參賽者刺破一個氣球，即可過關。
三、喊帶跑（於此版時，不叫作〈喊帶跑拿獎金〉）：
除了〈搶答時間〉的衛冕者之外，外加三位觀眾參賽，總計四人參賽。規則與第二版及第四版的〈喊帶跑拿獎金〉一樣，只是時間限制不採用「消防隊員爬樓梯」玩具計時。該單元的時間限制，則為整體遊戲的前兩小遊戲後剩下的時間。過了該關，即可得知參賽者的獎金為何。
- 〈電視抬槓〉

由「挑戰隊」與「衛冕隊」兩隊觀眾參賽的辯論賽，完全是趣味性質。每隊人數為三人，另外有一人擔任評審。每日選定一個主題，兩隊皆須在指定時間內各自闡述完畢。規則大致採用傳統制辯論規則，但不硬性規定同隊每個參賽者的發言順序、時間及次數。兩隊闡述完畢之後，由評審講評及給分，得分高的隊伍即成為「衛冕隊」。
- 〈活寶出擊〉

又名〈博你一笑〉。內容延續〈天天新聞天天鬧〉，由真人演出，探討社會現象及時事問題。通常由三人各自扮演不同的角色，外加女性旁白一人，由四人討論其問題的根源。
- 〈強棒追擊〉

同第四版時期。
- 〈模仿大會串〉

模仿歌星唱歌、舞蹈、才藝等，或者長相像、聲音像者，均可報名參加，純粹是給觀眾另外一種不一樣的視野與體驗。

#### 第六版
自第942集（1988年1月6日播出）起算。此時已由林麗娟擔任女主持人，盛竹如依然在任。
- 〈廣告明星〉

由十四位廣告美女參與角逐，每集七位。每集邀請三位藝人，由製作單位出題給每位廣告美女。出題後，每位廣告美女與其中一個藝人對演電影或廣告片段（例如電影《虎豹小霸王》的片段，或者是某知名品牌洗衣粉廣告的片段）；或至右方敲門請求來賓完成抽中之任務（例如抓青蛙），並由評審團決定哪位廣告美女獲勝。
- 〈四不像〉

又名〈有話大家說〉。類似第五版的〈活寶出擊〉，只是人數較〈活寶出擊〉多一位，沒有女性旁白。同樣也是以探討社會問題為基礎點，由四位演員（三男一女）各扮演不同的人物，互相對話。這四位演員的排序，由左至右：第一位男演員夏靖庭扮演香港電影《英雄本色》男主角「小馬哥」，唯一的女演員無特別扮相，第二位男演員扮演王澤漫畫《老夫子》男主角「老夫子」，最後一位男演員扮演美國電視影集《百戰天龍》男主角「馬蓋先」。
- 〈運動大爆笑〉

製作單位向國外購買運動場上或體育競賽趣事影片的版權，由盛竹如獨自擔任旁白，或另聘兩位配音員（一男一女）配音。例如，田徑賽的跑者摔跤，極限泛舟參賽者的皮艇翻覆。
- 〈蚌殼美女拿獎金〉

一位限定女性的參賽者，站在一個活動式的輸送帶上；另外一端有一個扮演著大蚌殼的藝人，象徵著「吃掉獎金」的「關主」。女主持人會問參賽者問題。答對一個題目，獎金就可以累計，上限是新臺幣5000元整。答錯者，或者是答案令人質疑者，輸送帶的速度會加快，或者是答題的速度過慢，女參賽者就很有可能會立即被蚌殼「吃掉」（只是象徵性的將女參賽者夾起來。當然，扮演「蚌殼」的藝人也要「憐香惜玉」，不能太大力，所以女參賽者被夾到時不會受傷，扮演蚌殼的藝人也不會「真的」吃掉女性參賽者），或是說累計獎金被蚌殼精吸走，相對的，女性參賽者也拿不到任何獎金。
遊戲進行的同時，只要參賽者達到一個定點，製作單位就會開啟一個彩球，之中會有落下彩帶、硬幣，還有寫在紙條上的獎品…等物，無論累計獎金是否被蚌殼精吸走，參賽者仍可得到彩球內的獎金或獎品。

### 巴戈、楊海薇時期

#### 第七版
第七版是自第1000集（1988年3月14日播出）起算。1988年，盛竹如轉任台視體育部經理，由於當時台視總經理王家驊規定全部主管皆不可以主持節目，盛竹如、林麗娟退位，巴戈、楊海薇接任主持人。其開場音樂，是採用《星際大戰》（Star Wars）輕快版的開場樂。
- 〈世界之最〉

性質同〈五花八門〉。每天播出一段，每段結合數段〈五花八門〉影片，旁白改為兩位主持人對談。林藝斌先生拍攝的是國外〈五花八門〉片段。在本版後期，單元名稱恢復為〈五花八門〉。
- 〈運動大爆笑〉

同第六版同名單元，旁白改為兩位主持人對談。
- 〈樂透了〉

類似美國哥倫比亞廣播公司遊戲節目《按你的運氣》（Press Your Luck）。規則如下：
每集有三名參賽者，每個參賽者前方各有兩個一組的〈樂透了〉按鈕，右手邊的按鈕是搶答用的，左手邊的按鈕是按鈕遊戲用的。首先楊海薇會對參賽者問三個問題。每一個問題，先按鈴搶答的參賽者，若答對可以獲得三分（三次按鈕機會）；其他按鈴較慢或沒搶到的參賽者，若答對也可得到一分（一次按鈕機會）；答錯者，就不能得分。每次問完三個問題之後，即可進行〈樂透了〉按鈕遊戲。
按鈕順序是由次數最高者開始。遊戲面板上的跑燈，平時是亂數跳動到每一個格子上。參賽者帶領觀眾喊完「加油、加油、加油」後按下按鈕，全部格子閃爍，然後跑燈停留在某一個格子上。看跑燈停到哪一格，該名參賽者即可獲得相關獎金或獎品。若參賽者還有剩下的按鈕次數，這些次數可以轉讓給其他參賽者，或者自己保留以繼續爭取更多的獎品。
獎金方面，有時候也會搭配「再樂一次」或「少樂一次」，意即按鈕次數增加或減少。累積獎金最多者，即為當日的衛冕者。
獎品方面，有電話機、休閒鞋等，也有新加坡或曼谷的來回食宿招待，此食宿招待是不包括機票的，製作單位僅提供該地的食宿招待。中間最大的一格，可得到「樂透餅」一箱（後期節目限定）。
若參賽者按到「頑皮鬼」（Whammy），則所得獎金或獎品全部歸零，並記一次頑皮鬼。達到二次，則該名參賽者喪失參賽資格；若還有按鈕次數，也會一併歸零，不能繼續進行遊戲，他人次數也不能轉移到資格喪失者。
產生衛冕者之後，開放現場觀眾答題，答對的觀眾也能參加按鈕遊戲。答對的觀眾只要按到「頑皮鬼」一次，就不能繼續進行遊戲；但若按到「再樂一次」，也可以再繼續進行遊戲一次，直至用盡次數或按到頑皮鬼為止。
每一集的遊戲面板是一樣的數量（18格），但是每一次的獎金、獎品及頑皮鬼的出現位置不太一樣；但是當獎金、獎品，以及頑皮鬼的位置固定後，不會隨意再更動。
茲將〈樂透了〉的遊戲面板做下列的整理（以下為其中一集的範例，各獎項的內容會不定期更換）。最中央的大格子，是將《按你的運氣》遊戲面板同一位置的大格子內的“Press”字樣換成「強棒出擊」，“Your”字樣換成「樂透了」，“Luck”字樣換成「強棒出擊」。
| 新加坡食宿招待          | 頑皮鬼            | $1,000 + 少樂一次 | 頑皮鬼 | $4,000 + 少樂一次           | 尼泊爾食宿招待                    |
| $3,000 + 少樂一次       |                   |                   |        |                             | 義大利進口休閒鞋 （旅狐國際提供） |
| 頑皮鬼                  | 頑皮鬼            |                   |        |                             |                                   |
| 高級手錶 （姬龍雪提供） | $5,000 + 少樂一次 |                   |        |                             |                                   |
| 曼谷食宿招待            | $2,000 + 少樂一次 | $500 + 再樂一次   | 頑皮鬼 | 高級電話機 （西陵電子提供） | 頑皮鬼                            |

- 〈電話樂透了〉

〈樂透了〉的現場直播版。來賓從觀眾寄來報名的明信片中抽出一張，交給楊海薇撥打電話到寄信觀眾的家中。此時，觀眾必須說出通關密語「我看《強棒》」，即可先獲得豐富獎品，後由來賓代按一次〈樂透了〉的獎項。如果按到獎金或獎品，則歸該觀眾所有；反之，如按到頑皮鬼（Whammy），則沒有額外獎金或獎品。
- 〈阿不拉〉（巴戈任內才有的單元，所屬詳細時期待考）

「阿不拉」原本是日語「油」（あぶら）的發音，取其諧音，成為遊戲名稱。類似被該單元取代的〈猜謎遊戲〉單元。
〈阿不拉〉第一代是因應某屆台灣區運動會的宣傳，以其吉祥物（浣熊）為代表一種題目；參賽者只要答對最多的題目，即可繼續獲得衛冕資格。
〈阿不拉〉第二代是以「皮皮蛙」加上「發財龜」為主的「拉霸」遊戲，加上了〈猜謎遊戲〉的一點成分；規則如下：
一開始同樣也請兩名參賽者各設定一個「危險號碼」，一樣也是自然數1到9。參賽者拉霸後，橫向數字1到3、4到6，以及7到9的數字跑燈停留在哪一列，參賽者就必須從該列的三個燈中選擇其中一個數字，選過的數字就不得再選，故數字就會慢慢的減少，有〈猜謎遊戲〉的一點成分存在。如果一列之中有三個「發財龜」連成一線，則該名參賽者即可無條件得到新台幣一萬元的獎金。選到「危險號碼」的參賽者，就立即喪失參賽資格。

### 李茂山、王瑞玲時期
李茂山與王瑞玲擔任主持人期間的《強棒出擊》有以下單元：
- 〈挑戰〉

益智猜謎單元，每天送出獎金新台幣二萬元，口號是：「《強棒出擊》，每天送二萬，歡迎來〈挑戰〉！」
- 〈樂透迷宮〉

由參賽者指派指揮者以及行走者，指揮者要透過螢光幕指示行走者走到迷宮中央處接觸目標。行走者走的只是一片藍色布幕，看不到迷宮結構；但指揮者可以透過螢光幕看到迷宮的結構。在限時一分鐘內，指揮者要指揮行走者走迷宮，到達迷宮中央處，接觸到目標，即可獲得獎金。若行走者不小心踩踏到迷宮的「牆」，則算一次失誤，並扣除新台幣一千元的獎金；失誤總計三次，則該隊喪失獎金資格，所以說，最後獎金是由失誤次數計算而來。
舉例說明，若是參賽者一次失誤並達到目標，則整體可獲得獎金新台幣二千元。
- 〈狗迷宮大賽〉

不定時舉行的活動。狗主人將愛犬放置於迷宮的起點端，狗主人在終點端不斷的喊著愛犬的名字。只要於限定時間一分鐘內，參賽狗按照迷宮正統規則走出迷宮，狗主人就能獲得繼續參賽的資格；若是愛犬不按照正統的迷宮規則，狗主人就會喪失參賽資格。耗費時間越少者，晉級機率越多。
狗主人晉級的方式，則是按照「週冠軍」、「月冠軍」，直到最高榮譽「季冠軍」。「季冠軍」可得到獎金新台幣五萬元與豐富的獎品。
- 〈俚語時間〉

由一個知名人物或演員，說出六個字的臺灣俚語，並由一個參賽者於限定時間內，將這個俚語「拼」出來。在拼湊的同時，還會有一組洋娃娃與鯊魚道具，洋娃娃坐在一個輸送帶上，輸送帶會將洋娃娃靠近鯊魚，鯊魚就會打開嘴巴，準備享用美食，此時參賽者就必須「拯救」洋娃娃，好讓洋娃娃「不成為鯊魚的晚餐」。時限內洋娃娃被鯊魚吃掉，或者超過時限沒能拼出正確的俚語者，均算失敗。
- 〈清涼出擊〉

水上遊戲單元，由三組親子觀眾參賽。

## 相關事件
- 1989年6月19日（星期一），台視重播八點檔連續劇《春去春又回》第一集，因此臨時停播閩南語連續劇時段與《強棒出擊》。[10]
- 1990年8月3日，《強棒出擊》公開展示瀕臨絕種動物揚子鱷，疑似違反《野生動物保育法》，引起行政院新聞局廣播電視事業處（廣電處）注意。
- 1990年11月8日，《強棒出擊》率先啟用D2數位錄放影機（D2-VTR）錄影，提升畫面品質。[11]
- 1990年12月27日，台視大樓第二副控室燈光設備汰換為龍電社（RDS）電腦控制調光設備，《強棒出擊》成為第一個使用龍電社電腦控制調光設備的節目。[11]
- 1991年4月24日，台視節目部接獲行政院新聞局廣電處公文，該公文以「台視破壞三台協議，占用晚間六時兒童節目時段」為由要求《強棒出擊》調整播出時段；台視不服，揚言將據理力爭。
- 1991年8月17日，台視董事長陳重光代表台視捐贈新台幣六百餘萬元給中華民國紅十字會救濟1991年華東水災，中華民國紅十字會秘書長陳長文在《強棒出擊》中代表接受台視捐款。[12]
- 1992年7月30日，在《強棒出擊》力邀下，趙寧決定自該年9月份起接替眭澔平主持《強棒出擊》；雖然外傳趙寧與《強棒出擊》女主持人王瑞玲有過一段情，但兩人都表示「心中坦然」、願意攜手合作。[13]
- 1993年12月10日深夜，王瑞玲得知外婆病危，臨時取消搭乘同月11日08:50的班機飛往澳洲拍攝《強棒出擊》外景的行程，趕回彰化縣老家見外婆最後一面；李茂山因為主持中國電視公司綜藝節目《歡樂一百點》而只能在澳洲停留至本月15日，遂也取消該項行程，預計本月底再邀眭澔平、傅娟等有現成簽證的藝人一同前往澳洲。該項行程是拍攝2000年雪梨奧運籌備情形與國外耶誕節畫面等。[14]
- 2002年，台視40週年台慶前夕，台視總經理胡元輝、台視副總經理顧安生與台視副總經理施桓麟在傅培梅調教下親自下廚完成電視特餐「台視長紅」，以台視經典節目名稱為菜餚名稱，獲選的節目有《嫁妝一牛車》、《流氓教授》、《群星會》、《八千里路雲和月》與《強棒出擊》等。[15]
- 2012年7月23日，盛竹如在沈春華主持的八大第一台《十點New一下》說，他與沈春華主持《強棒出擊》時，他身價新臺幣300元、沈春華身價新臺幣6000元，相差20倍；事後他抗議，才漲至同價碼，還讓他在台北東區黃金地段買房。[16]